# 太田忠
太田 忠（おおた ただし、1901年8月29日 - 没年不明）は、日本の作曲家、ピアニスト。

## 経歴
東京に生まれた。8歳からオルガンに親しみ、15歳からピアノと作曲を学んだ。
1919年に商業学校を卒業した後、歌曲と童謡を数多く作曲し、1924年にはピアノ練習曲を約30曲書いた。
1927年に、管弦楽曲の作曲を志し、同年、新交響楽団にピアニストとして入団した。後にコロナ・オーケストラを経てP.C.L.管弦楽団へ移籍した。
1930年、新興作曲家連盟に参加し、伊藤昇の《黄昏の単調》の演奏に加わる一方、ピアノ曲《ピエース》や歌曲《少女の子守唄》を発表した。
1934年、清瀬保二、伊藤昇、江藤輝、石井五郎、中井俊二らと『新音楽派』を結成し、無調、微分音的作風を追究。ピアノ曲《都会の構成》で注目を浴びた。1936年に発表したピアノ曲《交通標識》はアレクサンドル・チェレプニンに高く評価され、チェレプニンの手により演奏、録音、出版 (チェレプニン・コレクション No.5) された。
1937年に東宝映画の音楽監督となるが、1941年に退社した。また、1940年にはJOAKの委嘱により、国民詩曲として《狂詩曲第一》を提出した。
1943年春以降、満州国の新京音楽団の専属作曲家として1年滞在し、満州音楽の調査、採譜、研究を行い、管弦楽曲《牡丹江組曲》を作曲し、満映にて劇映画3本、文化映画3本の音楽を担当し、蒙古に関する貴重な記録を残したが、これらは戦災で焼失した。
1945年に帰国し、東宝管弦楽団のピアノ奏者を経て、日本劇場の振り付けピアノ奏者を務め、バレエ音楽を手がけた。なお、日本劇場在籍後の消息は不明である。

## 主要な作品

### 管弦楽曲
- 山に寄する（昭和12年）
- 狂詩曲第一（昭和15年）
- 交響組曲「昭和の聖業」
- 前奏曲（昭和18年）
- 戦の太鼓（昭和19年）

### 室内楽曲
- 前奏曲（昭和3年）クラリネット、アルトクラリネット、バスクラリネット、ピアノ
- 原始の唄 三章（昭和6年）フルート、オーボエ、クラリネット、ファゴット、ピアノ、弦楽四重奏
- 都会の構成（昭和9年）2台ピアノ
- 前奏曲とロマンス（昭和15年）オーボエ、ヴァイオリン、ピアノ
- 「土爾扈特（トルグート）」七重奏（昭和18年）フルート、オーボエ、クラリネット、ファゴット、弦楽三重奏
- 「漁翁楽」による幻想曲（昭和18年）フルート、オーボエ、クラリネット、ファゴット、ピアノ

### 独奏曲
- 牧歌（昭和5年）ピアノ独奏
- 原始の唄 三章（昭和6年）ピアノ独奏

### 声楽曲
- 少女の子守唄

### 舞台音楽
- 灰色の感覚（昭和22年）ピアノ独奏
- 不安をモチーフとして（昭和22年）ピアノ独奏
- 赤い土（朝鮮民謡による）（昭和22年）ピアノ独奏
- 平行線（昭和22年）ピアノ独奏
- メカニック（昭和22年）1管ジャズ編成
- 舞踊組曲「でもね」（昭和25年）

### 映画音楽

#### 東宝映画
- 『人情紙風船』（山中貞雄監督）
- 『地熱』（滝沢英輔監督）
- 『綴方教室』（山本嘉次郎監督）
- 『その前夜』（萩原遼監督）
- 『なつかしの顔』（成瀬巳喜男監督）

#### 満映映画
- 『娘々廟会』（映画本編には「作曲：太田忠」とクレジットされているが、太田本人は作曲に難航し、一部分を早坂文雄が代作した）
- 『北載河』